# Ouanaminthe (kommun)
Ouanaminthe är en kommun i Haiti.   Den ligger i departementet Nord-Est, i den nordöstra delen av landet, 120 km nordost om huvudstaden Port-au-Prince.